# شينوسية كبراش الكولورادو
شينوسية كبراش الكولورادو أو كبراش كولورادي (الاسم العلمي: Schinopsis quebracho-colorado) هي نوع من النباتات تتبع جنس الشينوسية من الفصيلة البطمية.